# Кобозєв Іван Григорович
Кобозєв Іван Григорович (нар. 24 липня 1910, хутір Кузнеців, Азовський район, Ростовська область — 8 травня 1970) — радянський російський актор, сценарист, кінорежисер. Нагороджений медалями.
Народився в селянській родині. Закінчив акторський факультет Всесоюзного державного інституту кінематографії (1934). 
Працював актором Центрального Театру Червоної Армії, асистентом режисера на «Мосфільмі», кіностудії ім. М. Горького.
В 1955—1961 — режисер-постановник на Одеській, Фрунзенській і Ялтинській студіях художніх фільмів. 
На останній у співавт. з режисером В. Довганем поставив стрічку «Серце не прощає» (1961, співавт. сцен. з А. Софроновим).
З 1962 — режисер кіностудії «Центрнаучфільм».
Помер 8 травня 1970 р.